# Davy Klaassen
Davy Klaassen (Hilversum 21 de febrer de 1993) és un futbolista neerlandès que juga com a migcampista ofensiu a l'AFC Ajax i a la selecció dels Països Baixos.

## Trajectòria

### Ajax d'Amsterdam
El 22 de novembre de 2011, Klaasen va debutar professional amb l'Ajax d'Amsterdam en un partit de la fase de grups de la Lliga de Campions contra l'Olympique de Lió, en substitució de Lorenzo Ebecilio.

### Everton FC
El 15 de juny de 2017, Klaassen va signar un contracte de cinc anys amb l'Everton FC. El 27 de juliol de 2017, va debutar amb els Toffees en el partit per a la tercera fase preliminar de l'Europa League contra el club eslovac MFK Ružomberok amb una victòria per 1-0. El migcampista només juga setze partits a totes les competicions en la seva única temporada a l'Everton FC.

### Werder Bremen
El 27 de juliol de 2018, Klaassen signa per quatre temporades amb el Werder Bremen, després de no convèncer a l'Everton.

## Palmarès
AFC Ajax
- 5 Eredivisie: 2011-12, 2012-13, 2013-14, 2020-21, 2021-22
- 1 Copa KNVB: 2020-21
- 1 Supercopa neerlandesa: 2013

FC Inter de Milà
- 1 Serie A: 2023-24
- 1 Supercopa italiana: 2023